# 名古屋市市政資料館
35°10′52.89″N 136°54′37.09″E / 35.1813583°N 136.9103028°E
名古屋市市政資料館（日语：／，Nagoya City Archives）是一座位於日本名古屋市東區白壁的歷史建築物。
此市政資料館建於大正時代的1922年，該建築物的西方影響日益風靡日本。它最初是建成為名古屋上訴法院大樓。今天該檔案館被指定為重要文化財產。

## 外部連結
维基共享资源上的相關多媒體資源：名古屋市市政資料館
- （日語） 名古屋市市政資料館（名古屋市官方網站內）